# Biłohirka
Biłohirka (ukr. Білогірка) – wieś na Ukrainie, w obwodzie chersońskim, w rejonie berysławskim. W 2001 liczyła 135 mieszkańców.